# Harsh Narain
Harsh Narain (* 23. April 1921 in Bansdih; † 1995) war ein indischer Philosoph, Autor und Indologe. Er hat einen Doktortitel der Lucknow University und war Professor an der Benares Hindu University, Aligarh Muslim University und North Eastern Hill University.
Er schrieb über den Buddhismus, Islam, Vedanta, Bertrand Russell, Mahatma Gandhi und Muhammad Iqbal. Er sprach mehrere Sprachen, darunter Sanskrit, Pali, Persisch, Arabisch, Englisch, Hindi und Urdu.

## Werke
- Evolution of the Nyāya-Vaiśeşka categoriology
- The mādhyamika mind
- Facets of Indian religio-philosophic identity
- Pramāṇakārikāḥ
- Evolution of dialectic in western thought
- Jizyah and the spread of Islam
- The Ayodhya Temple Mosque Dispute: Focus on Muslim Sources. (1993)
- Myths of Composite Culture and Equality of Religions, OCLC 25834556
- Śūnyavāda: A Reinterpretation
- Finding an English Equivalent for "Guṇa"